# 新河街道 (天津市)
新河街道，是中华人民共和国天津市滨海新区下辖的一个乡镇级行政单位。

## 行政区划
新河街道下辖以下地区：
西江里社区、珠江里社区、漓江里社区、新建里社区、高辛里社区、赵家地社区、震新社区、南河底社区、四季风情社区、南益社区、威海路社区、南瑞社区、福升园社区和华翠社区。